# Billie Jean King Cup 2022 – Americká zóna
Americká zóna Billie Jean King Cupu 2022 byla jednou ze tří zón soutěže, které se účastnily státy ležící na americkém kontinentu. Do kontinentální zóny Billie Jean King Cupu 2022 se přihlásilo 25 družstev, z toho osm účastníků hrálo v 1. skupině a dalších sedmnáct nastoupilo do 2. skupiny. Součástí herního plánu byly také dvě baráže, které rozhodly o konečném pořadí.

## 1. skupina
- Místo konání: Salinas Golf and Tennis Club, Salinas, Ekvádor (tvrdý, venku)
- Datum: 13.–16. dubna 2022[1]
- Formát: Osm týmů bylo rozděleno do čtyřčlenných bloků A a B. Vítězové obou bloků se utkali v baráži s družstvy na druhých místech opačného bloku. Dva vítězné týmy pak postoupily do listopadové světové baráže 2022. Družstva na třetích a čtvrtých místech sehrála zápasy o udržení. Poražení sestoupili do 2. skupiny Americké zóny pro rok 2023.

### Nasazení
| Koš                                                           | tým       | ITF | nas. |
| ------------------------------------------------------------- | --------- | --- | ---- |
| 1.                                                            | Brazílie  | 21. | 1.   |
| 1.                                                            | Paraguay  | 23. | 2.   |
| 2.                                                            | Argentina | 25. | 3.   |
| 2.                                                            | Mexiko    | 27. | 4.   |
| 3.                                                            | Chile     | 29. | 5.   |
| 3.                                                            | Kolumbie  | 31. | 6.   |
| 4.                                                            | Guatemala | 44. | 7.   |
| 4.                                                            | Ekvádor   | 48. | 8.   |
| ITF – žebříček ITF nasazení dle žebříčku ze 8. listopadu 2021 |           |     |      |

### Bloky

#### Blok A
|   |           | BRA | ARG | COL | GUA | Zápasy | Sety        | Hry            | Pořadí |
| 1 | Brazílie  |     | 2–1 | 3–0 | 3–0 | 8–1    | 17–4 (81 %) | 126–71 (64 %)  | 1.     |
| 3 | Argentina | 1–2 |     | 3–0 | 3–0 | 7–2    | 16–7 (70 %) | 124–101 (55 %) | 2.     |
| 6 | Kolumbie  | 0–3 | 0–3 |     | 3–0 | 3–6    | 7–12 (37 %) | 84–98 (46 %)   | 3.     |
| 7 | Guatemala | 0–3 | 0–3 | 0–3 |     | 0–9    | 1–18 (5 %)  | 50–114 (30 %)  | 4.     |

#### Blok B
|   |          | MEX | CHI | ECU | PAR | Zápasy | Sety        | Hry           | Pořadí |
| 4 | Mexiko   |     | 2–1 | 3–0 | 3–0 | 8–1    | 17–3 (85 %) | 115–57 (67 %) | 1.     |
| 5 | Chile    | 1–2 |     | 3–0 | 3–0 | 7–2    | 15–5 (75 %) | 110–71 (61 %) | 2.     |
| 8 | Ekvádor  | 0–3 | 0–3 |     | 2–1 | 2–7    | 4–14 (22 %) | 58–96 (38 %)  | 3.     |
| 2 | Paraguay | 0–3 | 0–3 | 1–2 |     | 1–8    | 2–16 (11 %) | 44–103 (30 %) | 4.     |

### Baráž
| Pořadí | tým bloku A | výsledek | tým bloku B |
| ------ | ----------- | -------- | ----------- |
| Postup | Brazílie    | 2–0      | Chile       |
| Postup | Argentina   | 2–0      | Mexiko      |
| Sestup | Kolumbie    | 2–0      | Paraguay    |
| Sestup | Guatemala   | 2–1      | Ekvádor     |

#### Zápas o postup: Brazílie vs. Chile
| | Brazílie | 2 :                                                                           | 0   | Chile |    |            |
| --- | -------- | ----------------------------------------------------------------------------- | --- | ----- | -- | ---------- |
| Salinas Golf and Tennis Club, Salinas, Ekvádor 16. dubna 2022 tvrdý |          |                                                                               |     |       |    |            |
| \| \| \| \| 1. \| 2. \| 3. \| \| \| -- \| \| ----------------------------------------------------------------------------- \| --- \| --- \| -- \| ---------- \| \| 1. \| \| Laura Pigossiová Bárbara Gaticová \| 6 4 \| 6 2 \| \| \| \| 2. \| \| Beatriz Haddad Maiová Daniela Seguelová \| 6 2 \| 6 3 \| \| \| \| 3. \| \| Beatriz Haddad Maiová / Laura Pigossiová Bárbara Gaticová / Alexa Guarachiová \| \| \| \| nehrálo se \| \| \| \| \| \| \| \| \| \| \| \| \| \| \| \| \| \| \| \| \| \| \| \| \| \| \| \| \| \| \| \| \| \| \| \| \| \| \| \| \| |          |                                                                               |     |       |    |            |
| |          |                                                                               | 1.  | 2.    | 3. |            |
| 1. |          | Laura Pigossiová Bárbara Gaticová                                             | 6 4 | 6 2   |    |            |
| 2. |          | Beatriz Haddad Maiová Daniela Seguelová                                       | 6 2 | 6 3   |    |            |
| 3. |          | Beatriz Haddad Maiová / Laura Pigossiová Bárbara Gaticová / Alexa Guarachiová |     |       |    | nehrálo se |
| |          |                                                                               |     |       |    |            |
| |          |                                                                               |     |       |    |            |
| |          |                                                                               |     |       |    |            |
| |          |                                                                               |     |       |    |            |
| |          |                                                                               |     |       |    |            |

#### Zápas o postup: Mexiko vs. Argentina
| | Mexiko | 0 :                                                                           | 2   | Argentina |    |            |
| --- | ------ | ----------------------------------------------------------------------------- | --- | --------- | -- | ---------- |
| Salinas Golf and Tennis Club, Salinas, Ekvádor 16. dubna 2022 tvrdý |        |                                                                               |     |           |    |            |
| \| \| \| \| 1. \| 2. \| 3. \| \| \| -- \| \| ----------------------------------------------------------------------------- \| --- \| --- \| -- \| ---------- \| \| 1. \| \| Marcela Zacaríasová Solana Sierraová \| 5 7 \| 1 6 \| \| \| \| 2. \| \| Renata Zarazúová María Carléová \| 3 6 \| 0 6 \| \| \| \| 3. \| \| Fernanda Contrerasová / Marcela Zacaríasová Jazmín Ortenziová / Julia Rierová \| \| \| \| nehrálo se \| \| \| \| \| \| \| \| \| \| \| \| \| \| \| \| \| \| \| \| \| \| \| \| \| \| \| \| \| \| \| \| \| \| \| \| \| \| \| \| \| |        |                                                                               |     |           |    |            |
| |        |                                                                               | 1.  | 2.        | 3. |            |
| 1. |        | Marcela Zacaríasová Solana Sierraová                                          | 5 7 | 1 6       |    |            |
| 2. |        | Renata Zarazúová María Carléová                                               | 3 6 | 0 6       |    |            |
| 3. |        | Fernanda Contrerasová / Marcela Zacaríasová Jazmín Ortenziová / Julia Rierová |     |           |    | nehrálo se |
| |        |                                                                               |     |           |    |            |
| |        |                                                                               |     |           |    |            |
| |        |                                                                               |     |           |    |            |
| |        |                                                                               |     |           |    |            |
| |        |                                                                               |     |           |    |            |

#### Zápas o sestup: Kolumbie vs. Paraguay
| | Kolumbie | 2 : | 0   | Paraguay |     |            |
| --- | -------- | --- | --- | -------- | --- | ---------- |
| Salinas Golf and Tennis Club, Salinas, Ekvádor 16. dubna 2022 tvrdý |          | |     |          |     |            |
| \| \| \| \| 1. \| 2. \| 3. \| \| \| -- \| \| ------------------------------------------------------------------------------------------------------- \| --- \| --- \| --- \| ---------- \| \| 1. \| \| Yuliana Lizarazová Leyla Fiorella Brítez Rissová \| 5 7 \| 6 4 \| 6 2 \| \| \| 2. \| \| María Herazová Gonzálezová Heydi Doldánová \| 6 0 \| 6 0 \| \| \| \| 3. \| \| María Paulina Pérezová / Antonia Samudiová Leyla Fiorella Brítez Rissová / Paulina Franco Martinessiová \| \| \| \| nehrálo se \| \| \| \| \| \| \| \| \| \| \| \| \| \| \| \| \| \| \| \| \| \| \| \| \| \| \| \| \| \| \| \| \| \| \| \| \| \| \| \| \| |          | |     |          |     |            |
| |          | | 1.  | 2.       | 3.  |            |
| 1. |          | Yuliana Lizarazová Leyla Fiorella Brítez Rissová                                                        | 5 7 | 6 4      | 6 2 |            |
| 2. |          | María Herazová Gonzálezová Heydi Doldánová                                                              | 6 0 | 6 0      |     |            |
| 3. |          | María Paulina Pérezová / Antonia Samudiová Leyla Fiorella Brítez Rissová / Paulina Franco Martinessiová |     |          |     | nehrálo se |
| |          | |     |          |     |            |
| |          | |     |          |     |            |
| |          | |     |          |     |            |
| |          | |     |          |     |            |
| |          | |     |          |     |            |

#### Zápas o sestup: Guatemala vs. Ekvádor
| | Guatemala | 2 :                                                                         | 1   | Ekvádor |    |  |
| --- | --------- | --------------------------------------------------------------------------- | --- | ------- | -- |  |
| Salinas Golf and Tennis Club, Salinas, Ekvádor 16. dubna 2022 tvrdý |           |                                                                             |     |         |    |  |
| \| \| \| \| 1. \| 2. \| 3. \| \| \| -- \| \| --------------------------------------------------------------------------- \| --- \| --- \| -- \| \| \| 1. \| \| Gabriela Riverová Charlotte Römerová \| 6 3 \| 6 3 \| \| \| \| 2. \| \| Kirsten-Andrea Weedonová Mell Reascová \| 1 6 \| 2 6 \| \| \| \| 3. \| \| Melissa Moralesová / Gabriela Riverová Domenica Gonzálezová / Mell Reascová \| 6 3 \| 7 5 \| \| \| \| \| \| \| \| \| \| \| \| \| \| \| \| \| \| \| \| \| \| \| \| \| \| \| \| \| \| \| \| \| \| \| \| \| \| \| \| \| \| \| |           |                                                                             |     |         |    |  |
| |           |                                                                             | 1.  | 2.      | 3. |  |
| 1. |           | Gabriela Riverová Charlotte Römerová                                        | 6 3 | 6 3     |    |  |
| 2. |           | Kirsten-Andrea Weedonová Mell Reascová                                      | 1 6 | 2 6     |    |  |
| 3. |           | Melissa Moralesová / Gabriela Riverová Domenica Gonzálezová / Mell Reascová | 6 3 | 7 5     |    |  |
| |           |                                                                             |     |         |    |  |
| |           |                                                                             |     |         |    |  |
| |           |                                                                             |     |         |    |  |
| |           |                                                                             |     |         |    |  |
| |           |                                                                             |     |         |    |  |

### Konečné pořadí
| Umístění        | Tým      | Tým       |
| Postup/1. místo | Brazílie | Argentina |
| 3. místo        | Chile    | Mexiko    |
| 5. místo        | Kolumbie | Guatemala |
| Sestup/7. místo | Paraguay | Ekvádor   |

Výsledek
- Argentina a Brazílie postoupily do světové baráže 2022
- Paraguay a Ekvádor sestoupily do 2. skupiny Americké zóny pro rok 2023.

## 2. skupina
- Místo konání: Centro Nacional de Tenis Parque del Este, Santo Domingo, Dominikánská republika (tvrdý, venku)[2]
- Datum: 25.–30. července 2022[2]
- Formát: Sedmnáct týmů bylo rozděleno do tří čtyřčlenných a jednoho pětičlenného bloku. Jejich vítězové vytvořily barážové páry, které určily dva postupující  do 1. skupiny americké zóny 2023. Družstva z dalších míst sehrála barážové zápasy o konečné umístění.

### Nasazení
| Panamá \| Koš \| tým \| ITF \| nas. \| \| --------------------------------------------------------- \| ------------------------- \| ---- \| ---- \| \| 1. \| Bahamy \| 53. \| 1. \| \| 1. \| Peru \| 54. \| 2. \| \| 1. \| Bolívie \| 55. \| 3. \| \| 1. \| Uruguay \| 59. \| 4. \| \| 2 \| Venezuela \| 62. \| 5. \| \| 2 \| Dominikánská republika \| 65. \| 6. \| \| 2 \| Honduras \| 70. \| 7. \| \| 2 \| Panama \| 72. \| 8. \| \| 3 \| Kostarika \| 75. \| 9. \| \| 3 \| Kuba \| 80. \| 10. \| \| 3 \| Salvador \| 88. \| 11. \| \| 3 \| Portoriko \| 90. \| 12. \| \| 4 \| Jamajka \| 99. \| 13. \| \| 4 \| Barbados \| 102. \| 14. \| \| 4 \| Bermudy \| 107. \| 15. \| \| 4 \| Aruba \| NR \| – \| \| 4 \| Americké Panenské ostrovy \| NR \| – \| \| ITF – žebříček ITF nasazení dle žebříčku z 19. dubna 2022 \| \| \| \| |                           |      |      |
| Koš | tým                       | ITF  | nas. |
| 1. | Bahamy                    | 53.  | 1.   |
| 1. | Peru                      | 54.  | 2.   |
| 1. | Bolívie                   | 55.  | 3.   |
| 1. | Uruguay                   | 59.  | 4.   |
| 2 | Venezuela                 | 62.  | 5.   |
| 2 | Dominikánská republika    | 65.  | 6.   |
| 2 | Honduras                  | 70.  | 7.   |
| 2 | Panama                    | 72.  | 8.   |
| 3 | Kostarika                 | 75.  | 9.   |
| 3 | Kuba                      | 80.  | 10.  |
| 3 | Salvador                  | 88.  | 11.  |
| 3 | Portoriko                 | 90.  | 12.  |
| 4 | Jamajka                   | 99.  | 13.  |
| 4 | Barbados                  | 102. | 14.  |
| 4 | Bermudy                   | 107. | 15.  |
| 4 | Aruba                     | NR   | –    |
| 4 | Americké Panenské ostrovy | NR   | –    |
| ITF – žebříček ITF nasazení dle žebříčku z 19. dubna 2022 |                           |      |      |

### Bloky

#### Blok A
|    |                        | DOM | BAH | ESA | BER | Zápasy | Sety         | Hry           | Pořadí |
| 6  | Dominikánská republika |     | 3–0 | 3–0 | 3–0 | 9–0    | 18–0 (100 %) | 110–25 (81 %) | 1.     |
| 1  | Bahamy                 | 0–3 |     | 3–0 | 3–0 | 6–3    | 12–6 (67 %)  | 82–51 (62 %)  | 2.     |
| 11 | Salvador               | 0–3 | 0–3 |     | 3–0 | 3–6    | 6–12 (33 %)  | 57–85 (40 %)  | 3.     |
| 15 | Bermudy                | 0–3 | 0–3 | 0–3 |     | 0–9    | 0–18 (0 %)   | 20–108 (16 %) | 4.     |

#### Blok B
|    |                           | PER | VEN | CUB | VIR | Zápasy | Sety        | Hry           | Pořadí |
| 2  | Peru                      |     | 3–0 | 3–0 | 3–0 | 9–0    | 18–1 (95 %) | 115–42 (73 %) | 1.     |
| 5  | Venezuela                 | 0–3 |     | 3–0 | 3–0 | 6–3    | 13–6 (68 %) | 100–58 (63 %) | 2.     |
| 10 | Kuba                      | 0–3 | 0–3 |     | 3–0 | 3–6    | 6–12 (33 %) | 56–79 (41 %)  | 3.     |
| –  | Americké Panenské ostrovy | 0–3 | 0–3 | 0–3 |     | 0–9    | 0–18 (0 %)  | 16–108 (13 %) | 4.     |

#### Blok C
|    |           | BOL | PUR | ARU | PAN | Zápasy | Sety        | Hry           | Pořadí |
| 3  | Bolívie   |     | 3–0 | 3–0 | 3–0 | 9–0    | 18–2 (90 %) | 118–42 (74 %) | 1.     |
| 12 | Portoriko | 0–3 |     | 3–0 | 3–0 | 6–3    | 14–6 (70 %) | 106–52 (67 %) | 2.     |
| –  | Aruba     | 0–3 | 0–3 |     | 3–0 | 3–6    | 6–12 (33 %) | 45–80 (36 %)  | 3.     |
| 8  | Panama    | 0–3 | 0–3 | 0–3 |     | 0–9    | 0–18 (0 %)  | 13–108 (11 %) | 4.     |

#### Blok D
|    |           | URU | HON | CRC | JAM | BAR | Zápasy | Sety         | Hry            | Pořadí |
| 4  | Uruguay   |     | 3–0 | 3–0 | 3–0 | 3–0 | 12–0   | 24–2 (92 %)  | 153–60 (72 %)  | 1.     |
| 7  | Honduras  | 0–3 |     | 3–0 | 3–0 | 3–0 | 9–3    | 19–8 (70 %)  | 137–83 (62 %)  | 2.     |
| 9  | Kostarika | 0–3 | 0–3 |     | 3–0 | 2–1 | 5–7    | 14–14 (50 %) | 114–122 (48 %) | 3.     |
| 13 | Jamajka   | 0–3 | 0–3 | 0–3 |     | 2–1 | 2–10   | 4–20 (17 %)  | 56–135 (29 %)  | 4.     |
| 14 | Barbados  | 0–3 | 0–3 | 1–2 | 1–2 |     | 2–10   | 4–21 (16 %)  | 71–131 (35 %)  | 5.     |

### Baráž
| Pořadí        | tým bloku A               | výsledek | tým bloku C |
| ------------- | ------------------------- | -------- | ----------- |
| Postup        | Dominikánská republika    | 0–2      | Bolívie     |
| 5.–8. místo   | Bahamy                    | 1–2      | Portoriko   |
| 9.–12. místo  | Salvador                  | 2–0      | Aruba       |
| 13.–16. místo | Bermudy                   | 0–2      | Panama      |
| Pořadí        | tým bloku B               | výsledek | tým bloku D |
| Postup        | Peru                      | 2–1      | Uruguay     |
| 5.–8. místo   | Venezuela                 | 2–0      | Honduras    |
| 9.–12. místo  | Kuba                      | 1–2      | Kostarika   |
| 13.–16. místo | Americké Panenské ostrovy | 1–2      | Jamajka     |
| 17. místo     | —                         | —        | Barbados    |

#### Zápas o postup: Dominikánská republika vs. Bolívie
| | Dominikánská republika | 0 :                                                                                     | 2   | Bolívie |     |            |
| --- | ---------------------- | --------------------------------------------------------------------------------------- | --- | ------- | --- | ---------- |
| Centro Nacional de Tenis Parque del Este, Santo Domingo, Dominikánská republika 30. července 2022 tvrdý |                        |                                                                                         |     |         |     |            |
| \| \| \| \| 1. \| 2. \| 3. \| \| \| -- \| \| --------------------------------------------------------------------------------------- \| --- \| --- \| --- \| ---------- \| \| 1. \| \| Ana Carmen Zambureková María Olivia Castedová \| 4 6 \| 6 3 \| 1 6 \| \| \| 2. \| \| Kelly Willifordová Noelia Zeballosová \| 3 6 \| 0 6 \| \| \| \| 3. \| \| Kelly Willifordová / Ana Carmen Zambureková María Olivia Castedová / Noelia Zeballosová \| \| \| \| nehrálo se \| \| \| \| \| \| \| \| \| \| \| \| \| \| \| \| \| \| \| \| \| \| \| \| \| \| \| \| \| \| \| \| \| \| \| \| \| \| \| \| \| |                        |                                                                                         |     |         |     |            |
| |                        |                                                                                         | 1.  | 2.      | 3.  |            |
| 1. |                        | Ana Carmen Zambureková María Olivia Castedová                                           | 4 6 | 6 3     | 1 6 |            |
| 2. |                        | Kelly Willifordová Noelia Zeballosová                                                   | 3 6 | 0 6     |     |            |
| 3. |                        | Kelly Willifordová / Ana Carmen Zambureková María Olivia Castedová / Noelia Zeballosová |     |         |     | nehrálo se |
| |                        |                                                                                         |     |         |     |            |
| |                        |                                                                                         |     |         |     |            |
| |                        |                                                                                         |     |         |     |            |
| |                        |                                                                                         |     |         |     |            |
| |                        |                                                                                         |     |         |     |            |

#### Zápas o postup: Peru vs. Uruguay
| | Peru | 2 :                                                                                   | 1   | Uruguay |    |  |
| --- | ---- | ------------------------------------------------------------------------------------- | --- | ------- | -- |  |
| Centro Nacional de Tenis Parque del Este, Santo Domingo, Dominikánská republika 30. července 2022 tvrdý |      |                                                                                       |     |         |    |  |
| \| \| \| \| 1. \| 2. \| 3. \| \| \| -- \| \| ------------------------------------------------------------------------------------- \| --- \| --- \| -- \| \| \| 1. \| \| Anastasia Iamachkineová Agustina Cuestasová \| 6 0 \| 6 2 \| \| \| \| 2. \| \| Romina Ccunová Guillermina Grantová \| 3 6 \| 3 6 \| \| \| \| 3. \| \| Anastasia Iamachkineová / Camila Soaresová Agustina Cuestasová / Guillermina Grantová \| 6 2 \| 6 3 \| \| \| \| \| \| \| \| \| \| \| \| \| \| \| \| \| \| \| \| \| \| \| \| \| \| \| \| \| \| \| \| \| \| \| \| \| \| \| \| \| \| \| |      |                                                                                       |     |         |    |  |
| |      |                                                                                       | 1.  | 2.      | 3. |  |
| 1. |      | Anastasia Iamachkineová Agustina Cuestasová                                           | 6 0 | 6 2     |    |  |
| 2. |      | Romina Ccunová Guillermina Grantová                                                   | 3 6 | 3 6     |    |  |
| 3. |      | Anastasia Iamachkineová / Camila Soaresová Agustina Cuestasová / Guillermina Grantová | 6 2 | 6 3     |    |  |
| |      |                                                                                       |     |         |    |  |
| |      |                                                                                       |     |         |    |  |
| |      |                                                                                       |     |         |    |  |
| |      |                                                                                       |     |         |    |  |
| |      |                                                                                       |     |         |    |  |

#### Zápas o 5.–8. místo: Bahamy vs. Portoriko
| | Bahamy | 1 :                                                                                  | 2    | Portoriko |     |  |
| --- | ------ | ------------------------------------------------------------------------------------ | ---- | --------- | --- |  |
| Centro Nacional de Tenis Parque del Este, Santo Domingo, Dominikánská republika 30. července 2022 tvrdý |        |                                                                                      |      |           |     |  |
| \| \| \| \| 1. \| 2. \| 3. \| \| \| -- \| \| ------------------------------------------------------------------------------------ \| ---- \| ---- \| --- \| \| \| 1. \| \| Elana Mackeyová Julieanne Bouová \| 7 64 \| 6 4 \| \| \| \| 2. \| \| Sydney Clarkeová Sara Isabel Snyderová \| 2 6 \| 7 61 \| 3 6 \| \| \| 3. \| \| Sydney Clarkeová / Elana Mackeyová Daniella O'Neill Garcíová / Sara Isabel Snyderová \| 4 6 \| 4 6 \| \| \| \| \| \| \| \| \| \| \| \| \| \| \| \| \| \| \| \| \| \| \| \| \| \| \| \| \| \| \| \| \| \| \| \| \| \| \| \| \| \| \| |        |                                                                                      |      |           |     |  |
| |        |                                                                                      | 1.   | 2.        | 3.  |  |
| 1. |        | Elana Mackeyová Julieanne Bouová                                                     | 7 64 | 6 4       |     |  |
| 2. |        | Sydney Clarkeová Sara Isabel Snyderová                                               | 2 6  | 7 61      | 3 6 |  |
| 3. |        | Sydney Clarkeová / Elana Mackeyová Daniella O'Neill Garcíová / Sara Isabel Snyderová | 4 6  | 4 6       |     |  |
| |        |                                                                                      |      |           |     |  |
| |        |                                                                                      |      |           |     |  |
| |        |                                                                                      |      |           |     |  |
| |        |                                                                                      |      |           |     |  |
| |        |                                                                                      |      |           |     |  |

#### Zápas o 5.–8. místo: Venezuela vs. Honduras
| | Venezuela | 2 :                                                                                              | 0   | Honduras | Honduras |            |
| --- | --------- | ------------------------------------------------------------------------------------------------ | --- | -------- | -------- | ---------- |
| Centro Nacional de Tenis Parque del Este, Santo Domingo, Dominikánská republika 30. července 2022 tvrdý |           |                                                                                                  |     |          |          |            |
| \| \| \| \| 1. \| 2. \| 3. \| \| \| -- \| \| ------------------------------------------------------------------------------------------------ \| --- \| --- \| -- \| ---------- \| \| 1. \| \| Vanesa Suárezová Alejandra Obandová \| 7 5 \| 6 0 \| \| \| \| 2. \| \| Nadia Echeverría Alamová Natalie Gabriela Espinal Sánchezová \| 6 1 \| 6 2 \| \| \| \| 3. \| \| Isabella Colmenaresová / Daniela Riverová Natalie Gabriela Espinal Sánchezová / Daniela Obandová \| \| \| \| nehrálo se \| \| \| \| \| \| \| \| \| \| \| \| \| \| \| \| \| \| \| \| \| \| \| \| \| \| \| \| \| \| \| \| \| \| \| \| \| \| \| \| \| |           |                                                                                                  |     |          |          |            |
| |           |                                                                                                  | 1.  | 2.       | 3.       |            |
| 1. | Honduras  | Vanesa Suárezová Alejandra Obandová                                                              | 7 5 | 6 0      |          |            |
| 2. | Honduras  | Nadia Echeverría Alamová Natalie Gabriela Espinal Sánchezová                                     | 6 1 | 6 2      |          |            |
| 3. | Honduras  | Isabella Colmenaresová / Daniela Riverová Natalie Gabriela Espinal Sánchezová / Daniela Obandová |     |          |          | nehrálo se |
| |           |                                                                                                  |     |          |          |            |
| |           |                                                                                                  |     |          |          |            |
| |           |                                                                                                  |     |          |          |            |
| |           |                                                                                                  |     |          |          |            |
| |           |                                                                                                  |     |          |          |            |

#### Zápas o 9.–12. místo: Salvador vs. Aruba
| | Salvador | 2 :                                                                                       | 0   | Aruba |    |            |
| --- | -------- | ----------------------------------------------------------------------------------------- | --- | ----- | -- | ---------- |
| Centro Nacional de Tenis Parque del Este, Santo Domingo, Dominikánská republika 30. července 2022 tvrdý |          |                                                                                           |     |       |    |            |
| \| \| \| \| 1. \| 2. \| 3. \| \| \| -- \| \| ----------------------------------------------------------------------------------------- \| --- \| --- \| -- \| ---------- \| \| 1. \| \| Daniela Aguilarová Danna Nunezová \| 6 2 \| 6 2 \| \| \| \| 2. \| \| Michelle Irigoyenová Jelsyvette Kaylyn Croesová \| 6 2 \| 6 3 \| \| \| \| 3. \| \| Daniela Aguilarová / Michelle Irigoyenová Jelsyvette Kaylyn Croesová / Kayla Solagnierová \| \| \| \| nehrálo se \| \| \| \| \| \| \| \| \| \| \| \| \| \| \| \| \| \| \| \| \| \| \| \| \| \| \| \| \| \| \| \| \| \| \| \| \| \| \| \| \| |          |                                                                                           |     |       |    |            |
| |          |                                                                                           | 1.  | 2.    | 3. |            |
| 1. |          | Daniela Aguilarová Danna Nunezová                                                         | 6 2 | 6 2   |    |            |
| 2. |          | Michelle Irigoyenová Jelsyvette Kaylyn Croesová                                           | 6 2 | 6 3   |    |            |
| 3. |          | Daniela Aguilarová / Michelle Irigoyenová Jelsyvette Kaylyn Croesová / Kayla Solagnierová |     |       |    | nehrálo se |
| |          |                                                                                           |     |       |    |            |
| |          |                                                                                           |     |       |    |            |
| |          |                                                                                           |     |       |    |            |
| |          |                                                                                           |     |       |    |            |
| |          |                                                                                           |     |       |    |            |

#### Zápas o 9.–12. místo: Kostarika vs. Kuba
| | Kostarika | 2 :                                                                           | 1   | Kuba |     |  |
| --- | --------- | ----------------------------------------------------------------------------- | --- | ---- | --- |  |
| Centro Nacional de Tenis Parque del Este, Santo Domingo, Dominikánská republika 30. července 2022 tvrdý |           |                                                                               |     |      |     |  |
| \| \| \| \| 1. \| 2. \| 3. \| \| \| -- \| \| ----------------------------------------------------------------------------- \| --- \| ---- \| --- \| \| \| 1. \| \| Nicole Alfarová Roxana Valdezová \| 7 5 \| 6 78 \| 6 3 \| \| \| 2. \| \| Eugenia Camachová Sachely Carrerová \| 3 6 \| 7 5 \| 1 6 \| \| \| 3. \| \| Nicole Alfarová / Ariana Rahmanparastová Sachely Carrerová / Roxana Valdezová \| 4 6 \| 6 1 \| 6 3 \| \| \| \| \| \| \| \| \| \| \| \| \| \| \| \| \| \| \| \| \| \| \| \| \| \| \| \| \| \| \| \| \| \| \| \| \| \| \| \| \| \| |           |                                                                               |     |      |     |  |
| |           |                                                                               | 1.  | 2.   | 3.  |  |
| 1. |           | Nicole Alfarová Roxana Valdezová                                              | 7 5 | 6 78 | 6 3 |  |
| 2. |           | Eugenia Camachová Sachely Carrerová                                           | 3 6 | 7 5  | 1 6 |  |
| 3. |           | Nicole Alfarová / Ariana Rahmanparastová Sachely Carrerová / Roxana Valdezová | 4 6 | 6 1  | 6 3 |  |
| |           |                                                                               |     |      |     |  |
| |           |                                                                               |     |      |     |  |
| |           |                                                                               |     |      |     |  |
| |           |                                                                               |     |      |     |  |
| |           |                                                                               |     |      |     |  |

#### Zápas o 13.–16. místo: Bermuda vs. Panama
| | Bermuda | 0 :                                                                                                 | 2   | Panama |    |            |
| --- | ------- | --------------------------------------------------------------------------------------------------- | --- | ------ | -- | ---------- |
| Centro Nacional de Tenis Parque del Este, Santo Domingo, Dominikánská republika 30. července 2022 tvrdý |         | |     |        |    |            |
| \| \| \| \| 1. \| 2. \| 3. \| \| \| -- \| \| --------------------------------------------------------------------------------------------------- \| --- \| --- \| -- \| ---------- \| \| 1. \| \| Asia-Leigh Hollisová Anna Louise Bjørnestadová \| 2 6 \| 1 6 \| \| \| \| 2. \| \| Shelby Madeirosová Rosaline Zafir Chávez Tellová \| 2 6 \| 0 6 \| \| \| \| 3. \| \| Asia-Leigh Hollisová / Shelby Madeirosová Anna Louise Bjørnestadová / Rosaline Zafir Chávez Tellová \| \| \| \| nehrálo se \| \| \| \| \| \| \| \| \| \| \| \| \| \| \| \| \| \| \| \| \| \| \| \| \| \| \| \| \| \| \| \| \| \| \| \| \| \| \| \| \| |         | |     |        |    |            |
| |         | | 1.  | 2.     | 3. |            |
| 1. |         | Asia-Leigh Hollisová Anna Louise Bjørnestadová                                                      | 2 6 | 1 6    |    |            |
| 2. |         | Shelby Madeirosová Rosaline Zafir Chávez Tellová                                                    | 2 6 | 0 6    |    |            |
| 3. |         | Asia-Leigh Hollisová / Shelby Madeirosová Anna Louise Bjørnestadová / Rosaline Zafir Chávez Tellová |     |        |    | nehrálo se |
| |         | |     |        |    |            |
| |         | |     |        |    |            |
| |         | |     |        |    |            |
| |         | |     |        |    |            |
| |         | |     |        |    |            |

#### Zápas o 13.–16. místo: Jamajka vs. Americké Panenské ostrovy
| | Jamajka | 2 :                                                                       | 1   | Americké Panenské ostrovy |     |  |
| --- | ------- | ------------------------------------------------------------------------- | --- | ------------------------- | --- |  |
| Centro Nacional de Tenis Parque del Este, Santo Domingo, Dominikánská republika 30. července 2022 tvrdý |         |                                                                           |     |                           |     |  |
| \| \| \| \| 1. \| 2. \| 3. \| \| \| -- \| \| ------------------------------------------------------------------------- \| --- \| --- \| --- \| \| \| 1. \| \| Katherine Dibbsová Malena del Olmová \| 6 4 \| 4 6 \| 1 6 \| \| \| 2. \| \| Junmoke Jamesová Lisa Messierová \| 6 2 \| 6 0 \| \| \| \| 3. \| \| Katherine Dibbsová / Junmoke Jamesová Malena del Olmová / Lisa Messierová \| 6 3 \| 6 4 \| \| \| \| \| \| \| \| \| \| \| \| \| \| \| \| \| \| \| \| \| \| \| \| \| \| \| \| \| \| \| \| \| \| \| \| \| \| \| \| \| \| \| |         |                                                                           |     |                           |     |  |
| |         |                                                                           | 1.  | 2.                        | 3.  |  |
| 1. |         | Katherine Dibbsová Malena del Olmová                                      | 6 4 | 4 6                       | 1 6 |  |
| 2. |         | Junmoke Jamesová Lisa Messierová                                          | 6 2 | 6 0                       |     |  |
| 3. |         | Katherine Dibbsová / Junmoke Jamesová Malena del Olmová / Lisa Messierová | 6 3 | 6 4                       |     |  |
| |         |                                                                           |     |                           |     |  |
| |         |                                                                           |     |                           |     |  |
| |         |                                                                           |     |                           |     |  |
| |         |                                                                           |     |                           |     |  |
| |         |                                                                           |     |                           |     |  |

### Konečné pořadí
| Umístění        | Tým                    | Tým                       | Tým | Tým |
| Postup/1. místo | Bolívie                | Peru                      |     |     |
| 3. místo        | Dominikánská republika | Uruguay                   |     |     |
| 5. místo        | Portoriko              | Venezuela                 |     |     |
| 7. místo        | Bahamy                 | Honduras                  |     |     |
| 9. místo        | Salvador               | Kostarika                 |     |     |
| 11. místo       | Aruba                  | Kuba                      |     |     |
| 13. místo       | Panama                 | Jamajka                   |     |     |
| 15. místo       | Bermudy                | Americké Panenské ostrovy |     |     |
| 17. místo       | Barbados               | Barbados                  |     |     |

Výsledek
- Bolívie a Peru postoupily do 1. skupiny americké zóny 2023.